# آلن اچ. بورنینگ
آلن اچ. بورنینگ (به انگلیسی: Alan H. Borning) یک دانشمند رایانه آمریکایی است که به دلیل تحقیقاتش در مورد تعامل انسان و رایانه و برنامه‌نویسی شیءگرا شناخته شده است. به ویژه تحقیقات او در تعامل انسان و رایانه بر روی طراحی برای ارزش‌های انسانی است. او روی سیستم‌هایی کار می‌کند که از مشارکت و مشورت مدنی پشتیبانی می‌کنند، و روی ابزارهایی کار می‌کند تا استفاده از حمل‌ونقل عمومی را آسان‌تر کند. او همچنین روی زبان‌ها و سیستم‌های مبتنی بر محدودیت و زبان‌ها و حل‌کننده‌های محدودیت کار کرده است.

## زندگی‌نامه
بورنینگ در سال ۱۹۷۱ مدرک کارشناسی ریاضیات را از کالج رید دریافت کرد. او در سال ۱۹۷۴ مدرک کارشناسی ارشد علوم رایانه را از دانشگاه استنفورد و دکترای علوم کامپیوتر را از دانشگاه استنفورد در سال ۱۹۷۹ دریافت کرد.
او سپس در سال ۱۹۸۰ به بخش علوم رایانه دانشگاه واشینگتن پیوست، که تا سال ۲۰۱۶ در آنجا استاد بود. او همچنین استادیار دانشکده اطلاعات و عضو دکترای بین رشته‌ای برنامه در طراحی و برنامه‌ریزی شهری است.

## جوایز
در سال ۲۰۰۱، او به دلیل مشارکت در زبان‌ها، سیستم‌ها و برنامه‌های کاربردی مبتنی بر محدودیت و برنامه‌نویسی شیءگرا برای درک مسائل رایانه و جامعه عضو انجمن ماشین‌های حسابگر شد.